# Дипилонская надпись

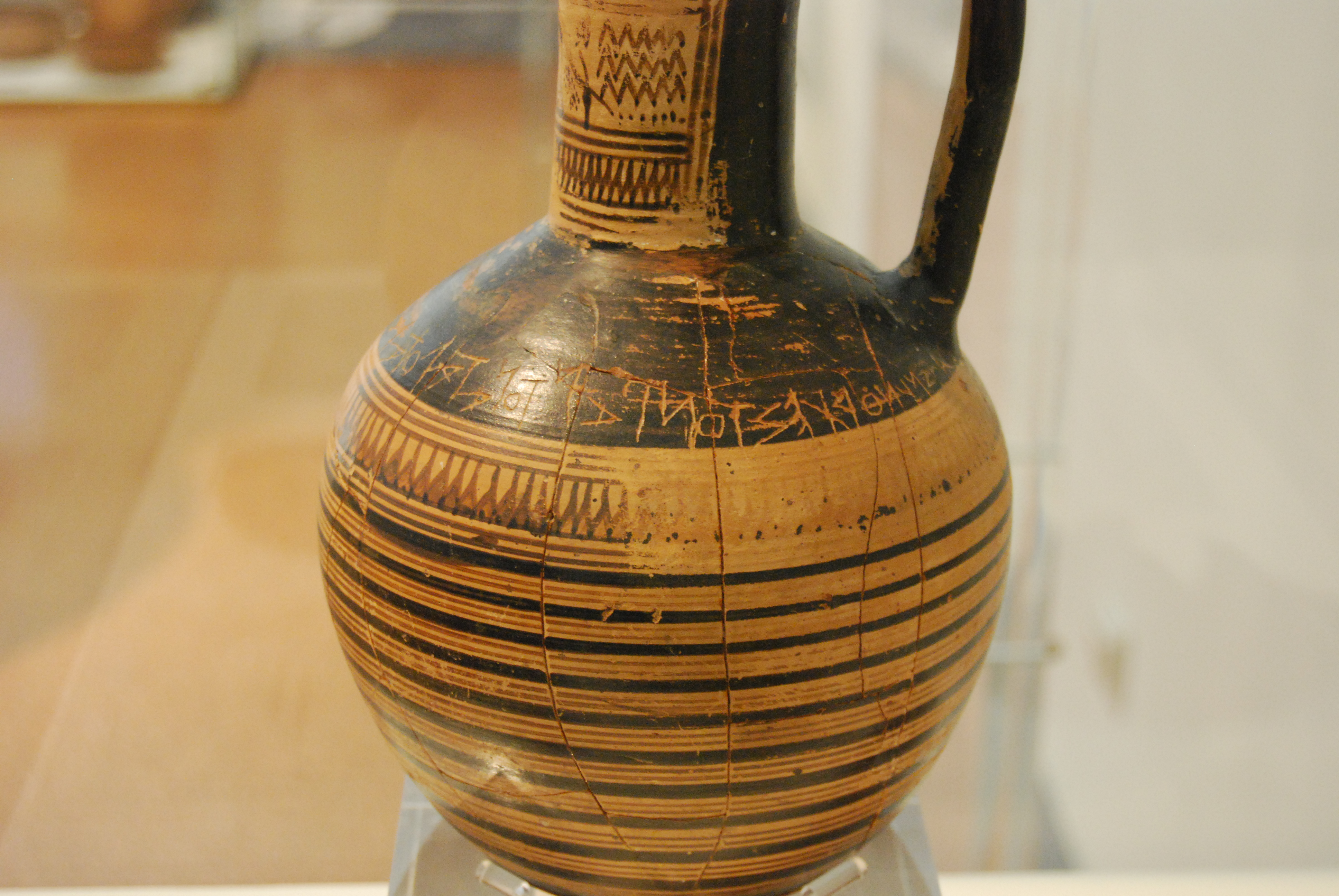
…(h)ος νῦν ὀρχεστôν πάντον ἀταλό(τατα)…

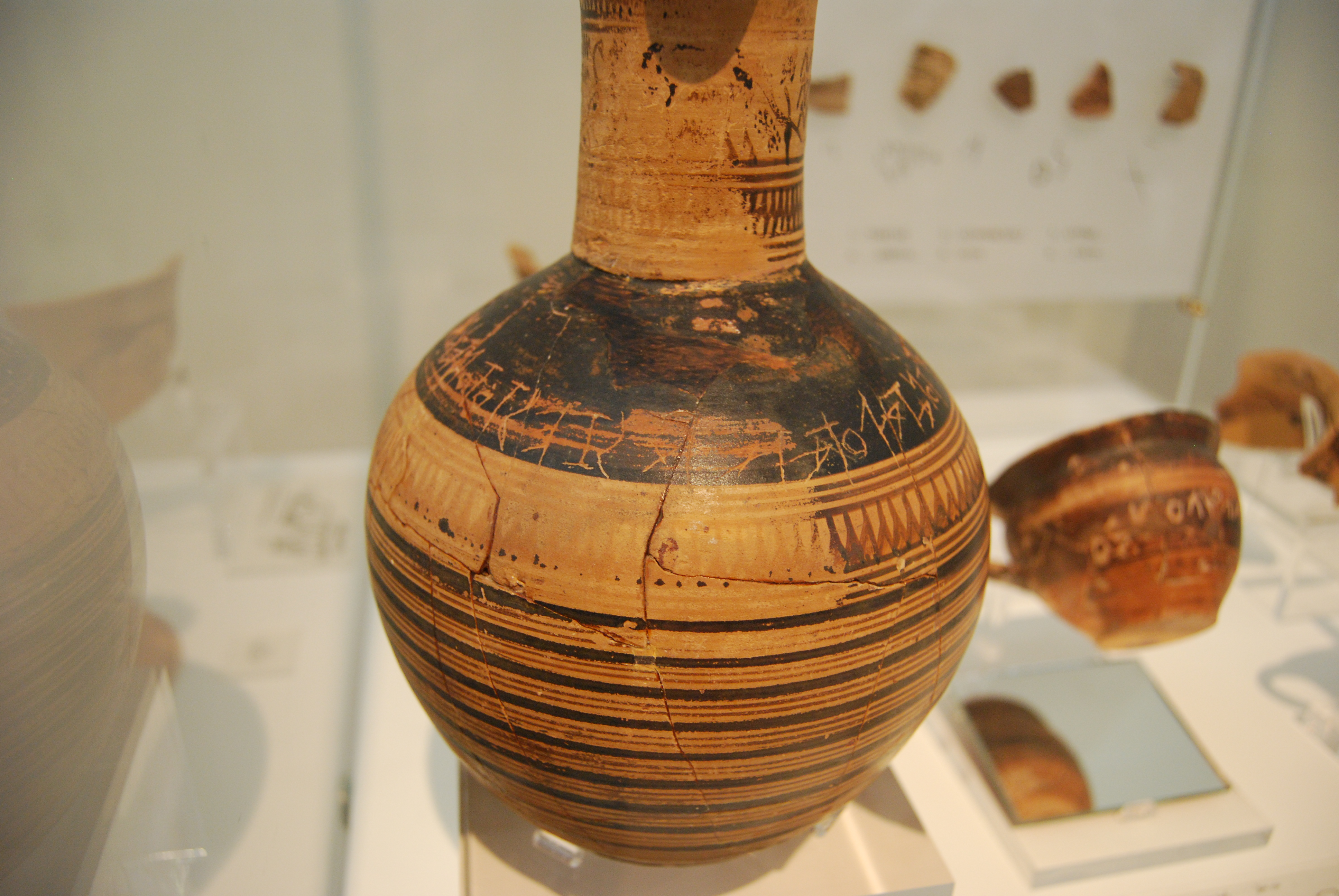
…ἀταλότατα παίζει,
τô τόδε…

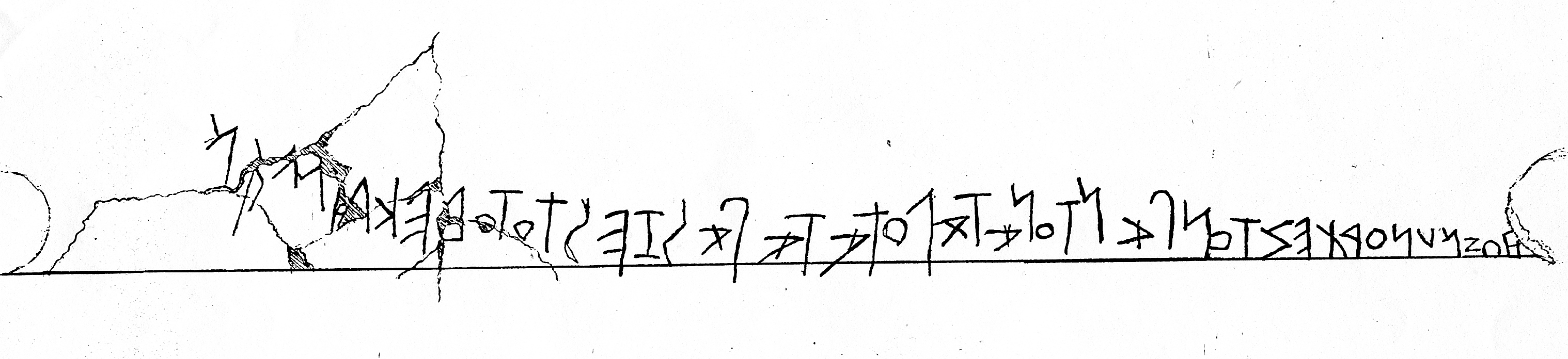
Транскрипция Дипилонской надписи на ойнохойе (Пауэлл, 1988)

Дипилонская надпись — короткая надпись, нацарапанная на винном кувшине (ойнохойе), обнаруженном на Дипилонском кладбище в Афинах в 1871 году. Известна как старейший образец текста на греческом языке.

## О находке
Кувшин, на котором нацарапана надпись, выполнен в характерном для X—VIII веков до н. э. геометрическом стиле и датируется приблизительно 740 годом до н. э. Он был найден близ Дипилонских ворот, на древнем Дипилонском кладбище в Керамике; в этом районе были обнаружены и другие образцы древнегреческого гончарного искусства, в том числе знаменитые дипилонские вазы, но ни на одной из них не было замечено каких-либо надписей. Сама надпись сделана в архаичном варианте греческого алфавита, буквы которого ещё во многом напоминают финикийские, и записана справа налево. Текст состоит из 46 букв, первые 35 из которых складываются в отчётливо различимую стихотворную (гекзаметрическую) строчку:
ΗΟΣΝΥΝΟΡΧΕΣΤΟΝΠΑΝΤΟΝΑΤΑΛΟΤΑΤΑΠΑΙΖΕΙΤΟΤΟΔΕΚΛΜΙΝ
— или, в современной записи:
ὸς νῦν ὀρχεστôν πάντον ἀταλότατα παίζει,
τô τόδε κλ[.]μιν[…]
что переводится приблизительно как:
Кто из танцоров выступит изящнее других,
тому…
Очевидно, надпись представляла собой начало дарственного двустишия.